# Groupe de NGC 3562
Le groupe de NGC 3562 est un trio de galaxies situé dans la constellation du Dragon. La distance moyenne entre ce groupe et la Voie lactée est d'environ 96,5 Mpc (∼315 millions d'al). 

## Membres
Le tableau ci-dessous liste les trois galaxies du groupe indiquées dans l'article d'Abraham Mahtessian paru en 1998
| Nom      | Class. | Type       | α (J2000.0)   | δ (J2000.0) | Vitesse radiale (km/s) | m    | Distance (Mpc) | Dimension (kal) |
| -------- | ------ | ---------- | ------------- | ----------- | ---------------------- | ---- | -------------- | --------------- |
| NGC 3562 | E      | Elliptique | 11h 12m 58.7s | 72° 52′ 46″ | 6748 ± 31              | 12,2 | 94,2 ± 6,9     | 152             |
| NGC 3523 | Sbc    | Spirale    | 11h 03m 06.3s | 75° 06′ 57″ | 7166 ± 28              | 12,8 | 100,1 ± 7,2    | 123             |
| NGC 3890 | S?     | Spirale    | 11h 49m 19.8s | 74° 18′ 08″ | 6810 ± 40              | 13,3 | 95,1 ± 7,1     | 81              |

Le site DeepskyLog permet de trouver aisément les constellations des galaxies mentionnées dans ce tableau ou si elles ne s'y trouvent pas, l'outil du site constellation permet de le faire à l'aide des coordonnées de la galaxie. Sauf indication contraire, les données proviennent du site NASA/IPAC. 